# FFNS
FFNS AB var ett av Nordens största arkitektkontor med huvudkontor i Stockholm. Företaget bildades 1958 och namnet är en sammandragning av grundarnas efternamn Bertil Falck, Carl Erik Fogelvik, Gunnar Nordström och Erik Smas. 
Kontoret växte på 1990-talet till ett av Sveriges största arkitektkontor med över 550 medarbetare på ett 20-tal orter (1996). Som första svenska arkitektkontor blev FFNS börsnoterat 1987. FFNS och ett antal av FFNS köpta bolag kom att utgöra grunden till Sweco.

## Bilder av några projekt

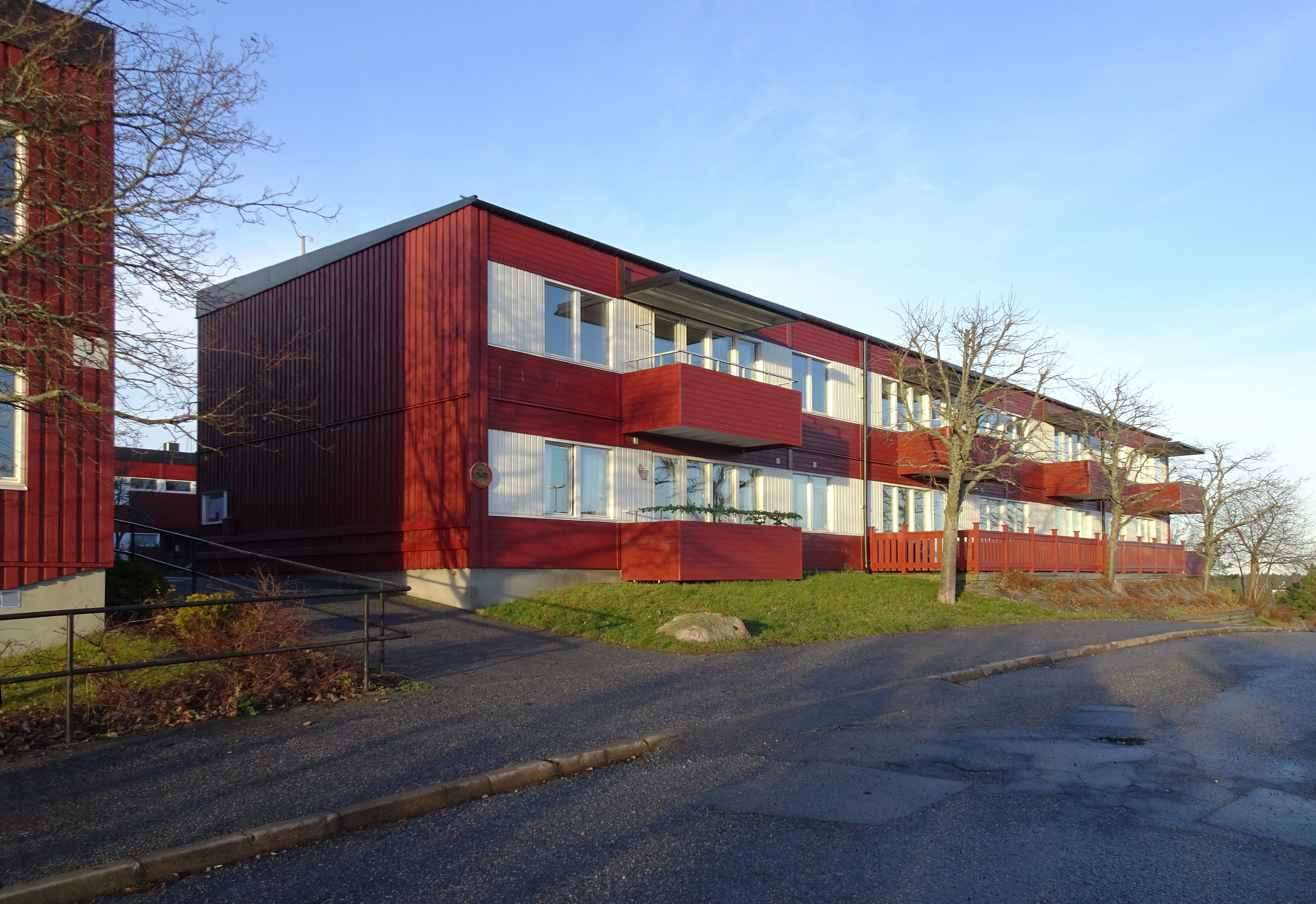
Ljuskärrsberget, Saltsjöbaden, 1970
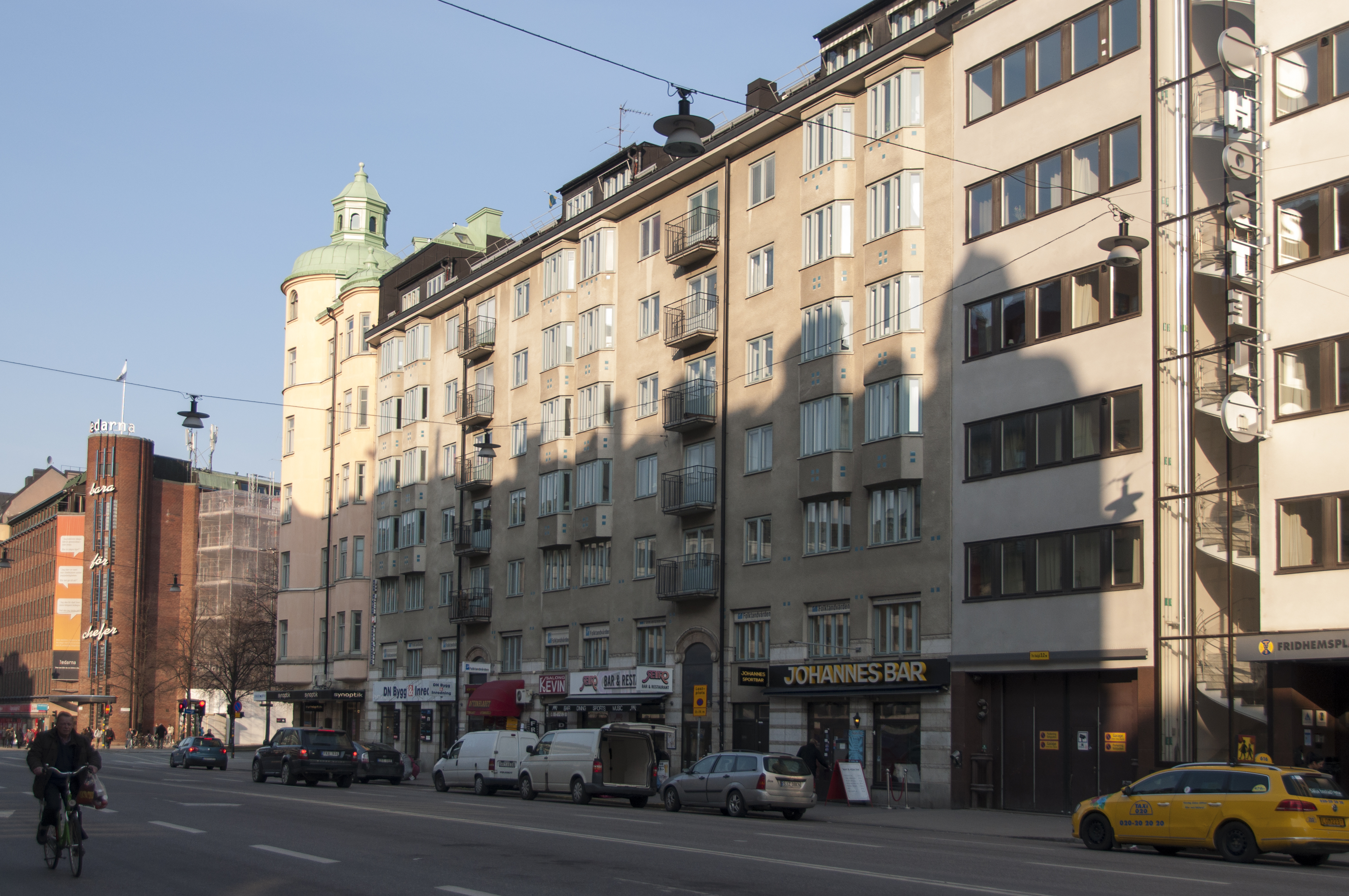
Lavetten 16, Stockholm, 1983-84
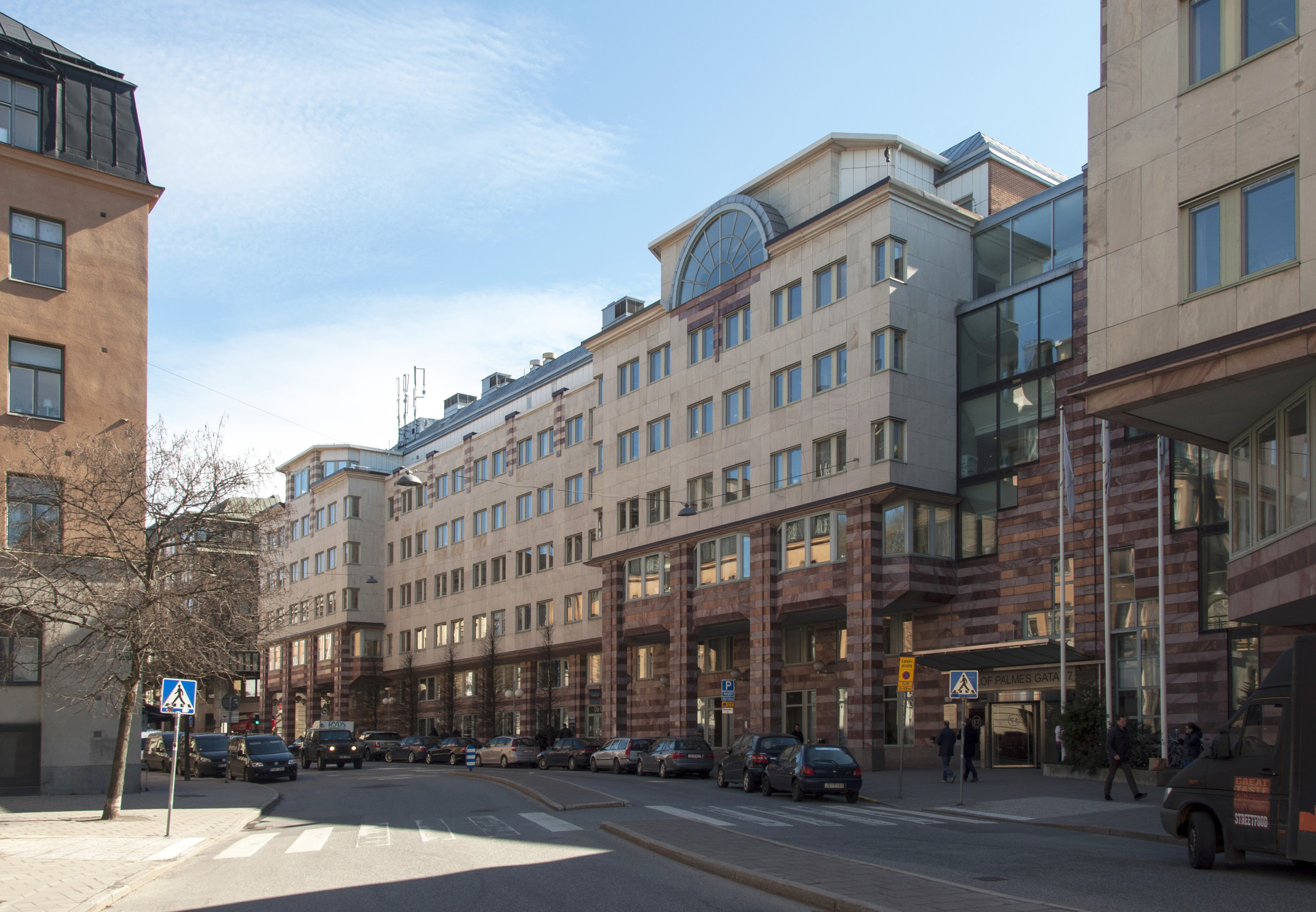
SIF-huset, Stockholm, 1983-86
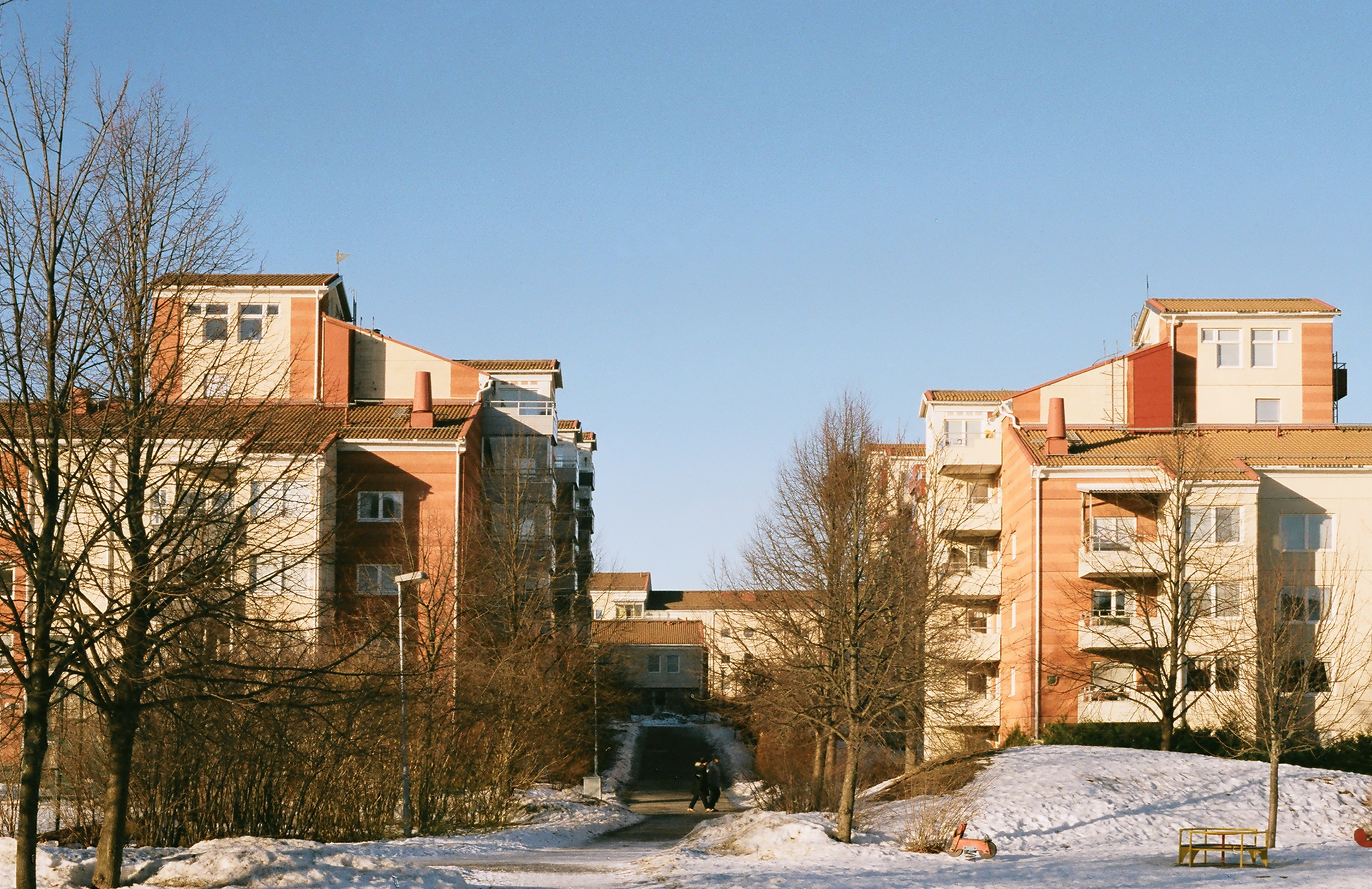
Bostadsområdet Jarlaberg i Nacka, 1988-89
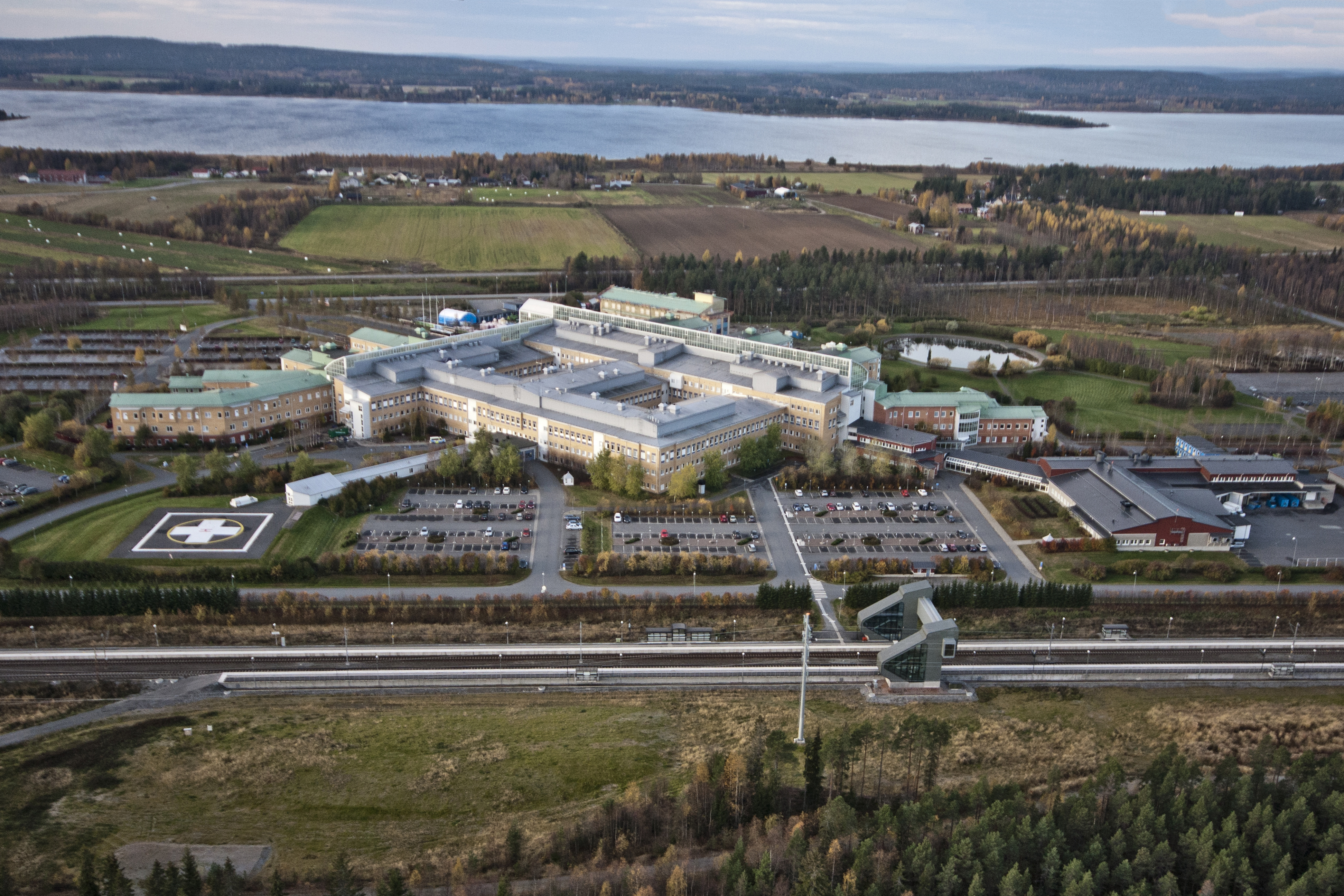
Sunderby sjukhus, Norrbotten, 1995-99